# François Mignet
François Auguste Marie Mignet [ejtsd: minyé] (Aix-en-Provence, 1796. május 8. – Párizs, 1884. március 24.) francia történetíró, a Magyar Tudományos Akadémia kültagja.

## Élete
Barátjával, Adolphe Thiers-rel együtt tanult jogot és 1818-ban ügyvéd lett. A De la féodalité, des institutions de Saint Louis et de l'influence de la législation de ce prince (Párizs, 1822) című díjnyertes művének sikere után abbahagyta jogi tanulmányait, hogy irodalomnak szentelhesse minden idejét. 1821-ben Párizsba ment, a Courrier Français szabadelvű ellenzéki lap szerkesztőségében alkalmazták. 1830-ban átment a Thiers által alapított Nationalhoz. Publicisztikai munkássága nagyon sokoldalú volt, történelmi felolvasásokat is tartott az Athénében és megírta híres művét, A francia forradalom történetét (Histoire de la révolution française), amely a 19. század végéig 13 kiadást ért meg.
Mignet a júliusi forradalomban tevékeny részt vett és ő is aláírta azt a tiltakozást, melyet a szabadelvű hírlapírók kiadtak. Röviddel később államtanácsossá, majd a külügyminisztérium levéltárának igazgatójává nevezték ki. 1832 és 1835 között képviselő volt. Az Institut V. osztályának alapításakor (Académie des sciences morales et politiques) annak tagja, majd titkára lett, 1836-ban felvették a Magyar Tudományos Akadémia rendes tagjai közé. Szellemes emlékbeszédei, melyeket mint az Institut V. osztályának titkára tartott, valamint rövidebb dolgozatai, megtalálhatók a Notices et mémoires historiques (Párizs, 1843, 2 kötet), valamint a Nouveaux éloges historiques (uo. 1877) című gyűjteményekben. A Guizot-minisztérium által alapított történelmi bizottság tagjaként adta ki értékes művét: Négotiations relatives à la succession d'Espagne (Páris 1836-44, 4 kötet).
A februári forradalom megfosztotta mind államtanácsosi, mind a külügyminisztériumban viselt hivatalától és 1851. december 2-a után önként lemondott a történelmi bizottságban viselt elnöki tisztéről is. Művei közül még megemlítendők: Antonio Perez et Philippe II (Párizs 1845 és 1881); Charles V., son abdication, son séjour et sa mort au monastère de Yuste (uo. 1854 és 1882); Histoire de Marie Stuart (uo. 1850 és 1884), ezt Berzeviczy E. magyarra fordította (Budapest, 1863), Rivalité de François I et de Charles-Quint (Párizs 1875 és 1876), ez a munka I. Ferdinánd és Szapolyai János ellenkirályok történetére is fontos; Études historiques (uo. 1884). Mignet a Magyar Tudományos Akadémiának kültagja volt és Trefort Ágoston tartott munkásságáról emlékbeszédet (Budapest, 1885).

## Magyarul
- Stuart Mária 1-2. köt.; Ráth, Pest, 1863
- Franklin élete; ford. De Gerando Attila; Franklin, Bp., 1874 (Kis nemzeti muzeum)

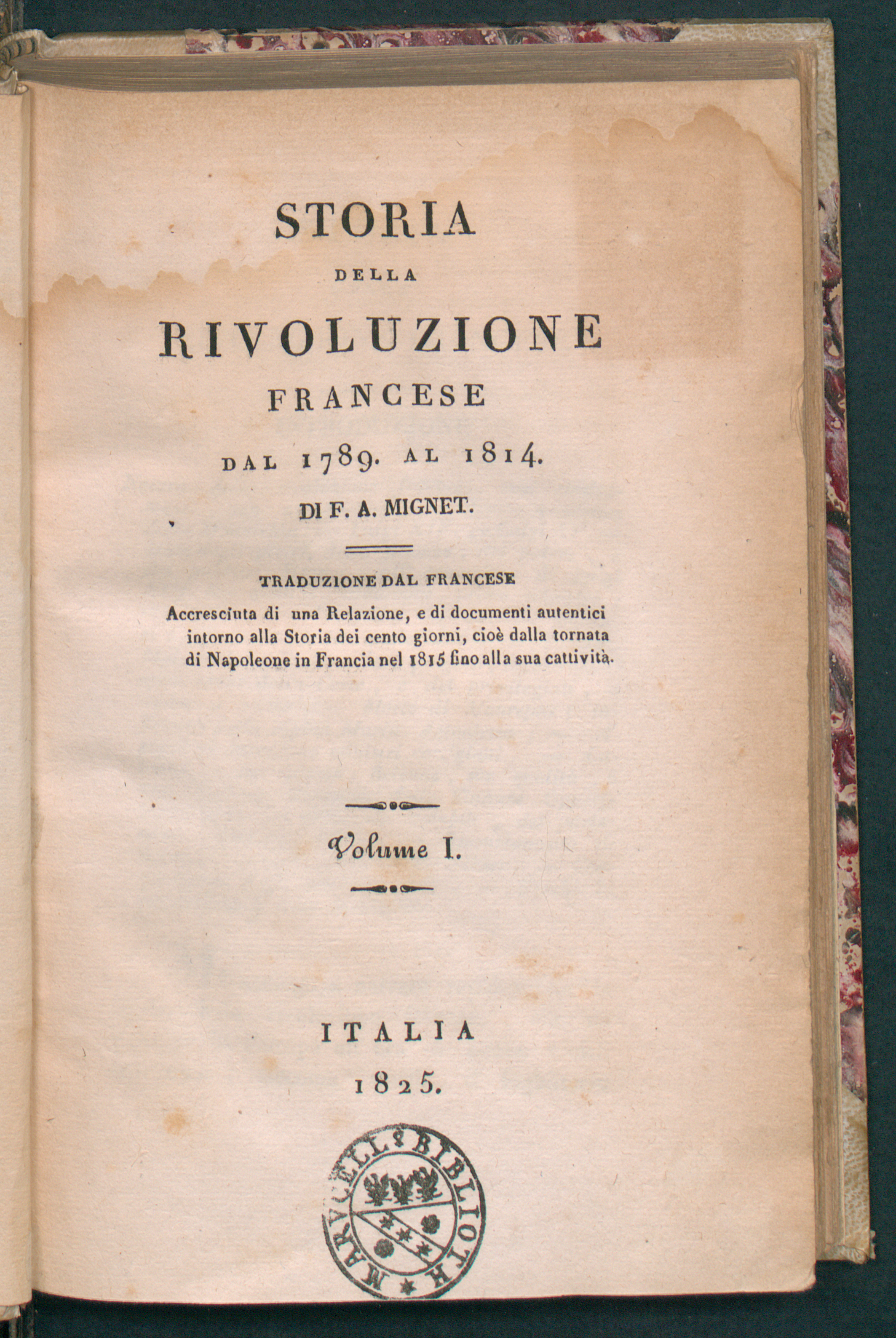
Histoire de la Révolution française depuis 1789 jusqu'en 1814, Italian translation, 1825.